# Bhurta
Le plat nommé bhurta, ou bharta, est un mélange de légumes en purée (chakata), légèrement frit, dans la cuisine de l'Inde, du Bangladesh et du Pakistan.
Une de ses versions les plus connues est le baingal ka bhurta à base d’aubergines.

## Ingrédients
Les recettes de bhurta varient selon les régions et du ou des légumes utilisés. En général, les ingrédients sont les suivants :
- un légume, par exemple aloo (pommes de terre), brinjal (aubergine) ou kalara (melon amer) ;
- de la tomate (tamatar) ou de l'oignon (pyaz) ;
- des épices grillées ;
- une garniture ;
- un assaisonnement.